# Gromee
Andrzej Gromala, mest känd som Gromee, född 14 december 1978 i Krakow, är en polsk DJ. Han representerade tillsammans med Lukas Meijer Polen i Eurovision Song Contest 2018 i Lissabon. 